# Punta Moreno
Punta Moreno (spanisch) ist eine Landspitze an der Nordseite von Half Moon Island im Archipel der Südlichen Shetlandinseln. Sie liegt gegenüber der Islote Girardi.
Argentinische Wissenschaftler benannten sie. Der weitere Benennungshintergrund ist nicht überliefert.